# William B. Cushing
William Barker Cushing (ur. 4 listopada 1842 w Delafield, zm. 17 grudnia 1874 w Waszyngtonie) – oficer Marynarki Wojennej Stanów Zjednoczonych, komandor porucznik, znany głównie z zatopienia konfederackiego okrętu pancernego CSS „Albemarle”.

## Życiorys
Urodził się w Delafield w Wisconsin, ale wychowywał się głównie w stanie New York. W latach 1857–1861 studiował w Akademii Marynarki Wojennej USA, lecz został stamtąd wydalony za słabe wyniki w nauce i brak dyscypliny. Jednakże po wybuchu wojny secesyjnej w Ameryce, został przywrócony do Akademii. W 1862 został promowany na stopień kapitana marynarki (lieutenant).
Odznaczył się następnie podejmowaniem wielu ryzykownych akcji, wykazując dużą inicjatywę (w biografii z 1997 nazwano go „komandosem Lincolna” (Lincoln's Commando).
Służył w działaniach wojennych na rzekach, głównie Karoliny Północnej, jako oficer na kanonierce „Commodore Perry”, następnie dowodził parowcem „Ellis”. 24 listopada 1862 „Ellis” utknął na mieliźnie na rzece New River, po czym następnego ranka odpierał ataki wojsk konfederackich, podpalając w końcu unieruchomiony okręt i ewakuując się z załogą na zdobytym szkunerze. Dowodził następnie kanonierkami „Commodore Barney”, „Shokokon” i do końca wojny „Monticello”.
W nocy z 27 na 28 października 1864 dowodził kutrem parowym „Numer 1” w ochotniczej misji, która zakończyła się zatopieniem konfederackiego okrętu pancernego CSS „Albemarle” w Plymouth w Karolinie Północnej, za pomocą miny wytykowej. Na skutek wybuchu, kuter również zatonął i z jego załogi uratowały się tylko dwie osoby, w tym on sam. Akcja ta uczyniła go sławnym i został awansowany na komandora podporucznika (Lieutenant Commander). W styczniu 1865 odznaczył się w desancie marynarki na Fort Fisher w Karolinie Północnej.
Po wojnie służył jako oficer na slupie USS „Lancaster”. W 1872 awansowany na komandora porucznika (Commander). W latach 1873–1874 dowodził slupem USS „Wyoming”. Podczas remontu okrętu w stoczni w Waszyngtonie, zachorował i zmarł 17 grudnia 1874.

### Rodzina
Miał dwóch braci, z których jeden zginął w bitwie pod Gettysburgiem w 1863, a drugi w walkach z Apaczami w 1871.

## Pamięć
W uznaniu zasług Cushinga, jego nazwiskiem nazwano pięć amerykańskich okrętów: torpedowiec USS „Cushing” (TB-1) (1890–1920) i niszczyciele USS „Cushing” (DD-55) (1915–1936), USS „Cushing” (DD-376) typu „Mahan” (1936–1942), USS „Cushing” (DD-797) typu „Fletcher” (1944–1961) i USS „Cushing” (DD-985) typu „Spruance” (1979–2005).